# Côte de Saunders
La côte de Saunders est une région côtière de l'Antarctique occidental donnant sur la mer de Ross au niveau de la baie de Sulzberger, à l'extrémité nord-ouest de la terre Marie Byrd. Elle est séparée de la côte de Shirase à l'ouest par le cap Colbeck et de la côte de Ruppert à l'est par la pointe Brennan. La zone située à plus de 150° ouest se trouve dans la dépendance de Ross, revendiquée par la Nouvelle-Zélande, tandis que la partie orientale de la côte n'est revendiquée par aucune nation. Elle a été baptisée en l'honneur du capitaine américain Harold E. Saunders.